# Gummy (cantante)
Park Ji-yeon (hangul: 박지연, hanja: 朴智妍; Seúl, 8 de abril de 1981), más conocida por su nombre artístico Gummy, es una cantante surcoreana.

## Carrera

### 2003-2009: debut y éxito
Debutó en 2003 con el álbum Like Them. Su sencillo Memory Loss (기억상실) le trajo éxito, reconocimiento y la llevó a ganar el Bonsang en los 19.os Golden Disk Awards.
Ese mismo año ganó el Premio Popularidad Móvil por Like Them en Mnet Km Music Festival 2004.
Lanzó su cuarto álbum, titulado Comfort el 12 de marzo de 2008, que fue su primer álbum luego de tres años. El primer sencillo fue I'm Sorry (미안해요) junto a T. O. P de Big Bang. Una semana después de su lanzamiento, la canción alcanzó su punto máximo dentro de los cinco primeros lugares en varias listas digitales.

### 2013: 10.º aniversario y cambio de agencia
2013 marcó el décimo aniversario de su debut y lo celebró con un encuentro de fanes. Entonces lanzó el OST para el drama, That Winter, the Wind Blows titulado "Snow Flower".
Firmó con C-JeS Entertainment en octubre de 2013, dejando YG Entertainment.
En 2016 lanzó el OST del drama Descendientes del Sol , titulado "You are My Everything". El tema lideró en iTunes K-pop de Canadá, Hong Kong, Nueva Zelanda, Malasia, Singapur, Australia, Indonesia y Taiwán, así como también entró en el top 10 de Estados Unidos y Vietnam. El mismo año, una vez más colaboró con el director musical de Descendientes, Gaemi, con el OST del popular drama Amor a la luz de la Luna titulado "Moonlight Drawn by Clouds". El éxito de sus versiones para banda sonora ha hecho que los medios le llamen la "Reina de los OST".

## Vida personal
Gummy ha estado en una relación con el actor Jo Jung-suk desde 2013, se conocieron hace años y han construido una relación de confianza que ha sido bien conocida entre los amigos cercanos y gente de la farándula. Anunciaron su matrimonio para el 2018. En enero del 2020 se anunció que la pareja estaba esperando a su primera bebé, a quien le dieron la bienvenida el 6 de agosto del mismo año.

## Bandas sonoras
| Año  | Información                                    | Título                                                   |
| ---- | ---------------------------------------------- | -------------------------------------------------------- |
| 2004 | A Moment to Remember (내 머리 속의 지우개) OST | 날그만잊어요 (Please Forget Me)                          |
| 2007 | H.I.T (히트) OST                               | 통증 (Pain)                                              |
| 2008 | Sunny (님은 먼 곳에) OST                       | 님은 먼 곳에 (My Love is Faraway)                        |
| 2008 | The Scale of Providence (신의 저울) OST        | 애심 (Compassion)                                        |
| 2008 | General Hospital 2 (내게로 오는 길) OST        | 내게로 오는 길 (The Path Towards Me)                     |
| 2009 | Triangle (이별은 사랑 뒤를 따라와) OST         | 이별은 사랑 뒤를 따라와 (I Love You Behind The Break Up) |
| 2009 | Will It Snow for Christmas? OST                | 그대라서 (Because It's You)                              |
| 2010 | Daemul (대물) OST                              | 죽어도 사랑해 (I Love You Even If You Die)               |
| 2010 | Finding Mr. Destiny (김종욱 찾기) OST          | 러브 레시피 (Love Recipe) Duet with Bobby Kim            |
| 2013 | That Winter, the Wind Blows OST                | 눈꽃 (Snowflower)                                        |
| 2013 | Master's Sun                                   | 낮과 밤 (Day and Night)                                  |
| 2014 | Three Days                                     | 날 부르네요 (You're Calling Me)                          |
| 2015 | The Magician OST                               | 사랑해주세요 (Would You Love Me?)                        |
| 2016 | Descendants of the Sun OST                     | You Are My Everything                                    |
| 2016 | Love in the Moonlight OST                      | Moonlight Drawn by Clouds                                |
| 2017 | My Sassy Girl OST                              | Because I Love You                                       |
| 2019 | Hotel Del Luna Pt. 7 OST                       | Remember Me (기억해줘요 내 모든 날과 그때를)             |
| 2020 | The King: The Eternal Monarch Pt. 11 OST       | My Love                                                  |

## Filmografía

### Programas de variedades
| Año  | Programa             | Notas                            |
| ---- | -------------------- | -------------------------------- |
| 2019 | V-1                  | aparición especial               |
| 2019 | Running Man          | (ep. 458-459) - invitada         |
| 2015 | I Can See Your Voice | Ep. #10 (temporada 2) - invitada |

## Premios
| Año  | Premios |
| ---- | --- |
| 2004 | - 19th Golden Disk Awards: Bonsang - 2004 Mnet Km Music Festival: premio de popularidad móvil "기억상실" (Memory Loss) |
| 2005 | - 2nd Korean Music Awards: mejor álbum R&B & Soul (It's Different) |
| 2010 | - 2010 Mnet Asian Music Awards: mejor vocalista– categoría solista "남자라서" (Because You're A Man) - 2010 Melon Music Awards: mejor canción R&B "남자라서" (Because You're A Man) |
| 2012 | - 2011 Japan Billboard Music Awards: mejor artista novato de K-pop |
| 2016 | - 11th Seoul International Drama Awards: mejor drama ost en el extranjero OST (You Are My Everything) - 1st Asia Artist Awards Best OST: "You Are My Everything" (Descendants of the Sun), "Moonlight Drawn By Clouds" (Love in the Moonlight) - 31st Golden Disk Awards mejor ost: "You Are My Everything" (Descendants of the Sun) - 26th Seoul Music Awards: premio ost ("You Are My Everything") |